# Frédérique Tuffnell
Pour les articles homonymes, voir Tuffnell.
Frédérique Tuffnell, née le 29 juin 1956 à Châtellerault (Vienne), est une femme politique française.
Elle est élue députée dans la deuxième circonscription de la Charente-Maritime en 2017, après avoir rejoint La République en marche. Elle quitte le parti et son groupe parlementaire associé en février 2020, puis participe à la fondation du groupe Écologie démocratie solidarité deux mois plus tard. À la dissolution du groupe en octobre 2020, elle rejoint le groupe Mouvement démocrate et démocrates apparentés en décembre.

## Biographie
Frédérique Tuffnell a réalisé toute sa carrière professionnelle dans le groupe de la Caisse des dépôts (CDC), d'abord à la Société centrale pour l'équipement du territoire à Rennes, puis à la Société d’économie mixte pour l’aménagement et l’équipement de la Bretagne (SEMAEB) en Bretagne, Chargée de mission économie mixte à la DR Aquitaine, Directrice territoriale bancaire à la DR Poitou Charentes puis directrice bancaire à la direction des services bancaires de la CDC à Paris, et Poitiers et directrice administrative et financière à la direction régionale de Bordeaux. Elle a pris sa retraite en juillet 2017. Elle est engagée dans le secteur associatif en Inde.

### Parcours politique
Elle est conseillère municipale sans étiquette à Rochefort depuis 2014 et conseillère communautaire de la communauté d'agglomération Rochefort Océan. Elle a rencontré Emmanuel Macron en mai 2015 lors d'une réunion à Léognan lorsqu'il était ministre de l'Économie.
Lors des élections législatives de 2017, elle est élue députée au second tour avec 57,27 % des voix face à Sylvie Marcilly (LR).
En 2019, elle fournit, avec Jérome Bignon, sénateur de la Somme, le rapport parlementaire « Terres d’eau, Terres d’avenir : Faire de nos zones humides des territoires pionniers de la transition écologique », en faveur de la gestion et la restauration des zones humides ; ce rapport servira à la réflexion du Plan National d'Action Zones Humides 2022-2026.
Elle quitte en février 2020 à la fois le parti et le groupe La République en marche, expliquant avoir atteint un « point de non-retour ». Elle critique l'absence de politique écologique ainsi que l'incapacité d'Emmanuel Macron à « faire bouger les lignes de l'intérieur ». Elle siège un temps avec les non-inscrits, avant de participer à la fondation avec d'autres dissidents du parti d'un nouveau groupe parlementaire, Écologie démocratie solidarité (EDS). Elle dit y retrouver l'« âme d'En marche ». Elle y est trésorière. En juillet 2020, elle est l'une des deux membres du groupe EDS à voter pour la confiance au nouveau gouvernement Jean Castex.
Elle s'apparente au groupe MoDem en décembre 2020, après la dissolution du groupe EDS.

### Vie privée
Elle est mariée et mère de deux filles.